# Ровенскослободский сельсовет
Ровенскослободский сельсовет (белор. Ровенскаслабодскі сельсавет; до 2005 года — Ровенско-Слободский) — административная единица на территории Речицкого района Гомельской области Республики Беларусь. Административный центр — агрогородок Ровенская Слобода.

## Состав
Ровенскослободский сельсовет включает 11 населённых пунктов:
- Андреевка — деревня.
- Безуев — деревня.
- Берёзовка — деревня.
- Грудское — деревня.
- Пасека — деревня.
- Ровенская Слобода — агрогородок.
- Ровное — деревня.
- Романовка — деревня.
- Смагорин — деревня.
- Стражинский — посёлок.
- Храбрый — деревня.